# Samantha Stosur

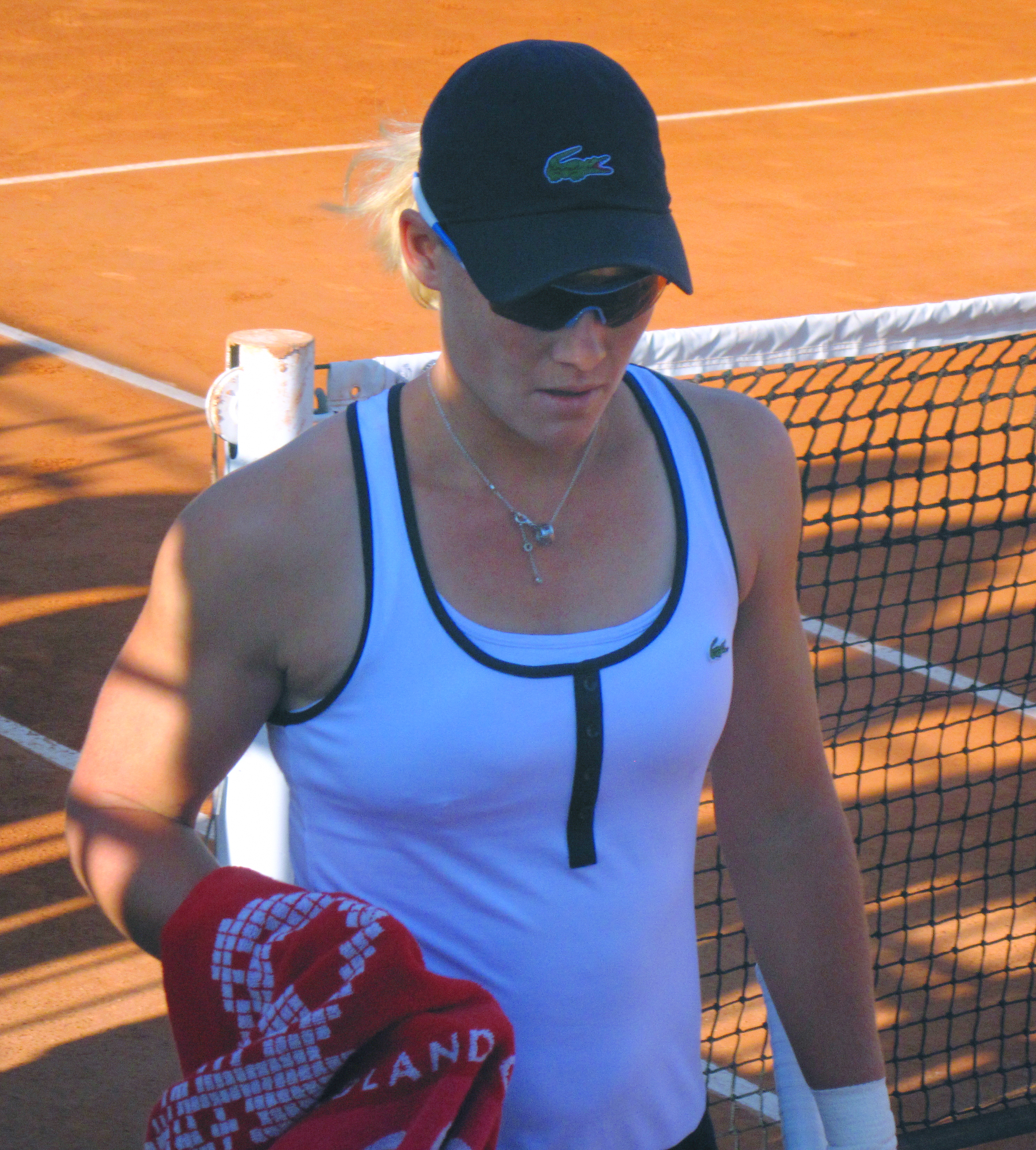
Stosur en Roland Garros 2009.

Samantha Jane Stosur (Brisbane, Australia; 30 de marzo de 1984) es una exjugadora de tenis profesional australiana.
En dobles ha ganado 24 títulos, incluyendo 2 Grand Slams, el Abierto de Estados Unidos y Roland Garros, así como dos veces el WTA Tour Championships, teniendo como compañera a la estadounidense Lisa Raymond. También ha ganado 2 Grand Slam en la modalidad de dobles mixtos, concretamente el Abierto de Australia en 2005, formando pareja con Scott Draper, y Wimbledon en 2008 con Bob Bryan.
Ha estado situada como número 1 del mundo en dobles junto a Raymond y número 4 en individuales.
A pesar de sus múltiples éxitos en dobles, en la actualidad la australiana está más centrada en individuales. En individuales Samantha tiene en su palmarés dos títulos WTA logrado el primero en Osaka en octubre de 2009 tras cinco finales perdidas, y el segundo conseguido en abril de 2010 en Charleston. También alcanzó por primera vez las semifinales de Grand Slam en junio de 2009 en Roland Garros, derrotando a Yelena Dementieva por el camino, pero cayendo ante Svetlana Kuznetsova, y victorias sobre ocho jugadoras que han llegado a ser números 1 del mundo: Dinara Sáfina, Serena Williams, Lindsay Davenport, Caroline Wozniacki, Jelena Jankovic, Justine Henin, Amélie Mauresmo, y Ana Ivanović.
En septiembre de 2011 se convirtió en la campeona del Abierto de Estados Unidos al derrotar a la múltiple campeona de Grand Slams Serena Williams, convirtiéndose así en la primera australiana en ganar este torneo desde que Margaret Court lo hiciera en 1973, en la primera australiana en ganar un Grand Slam desde que Evonne Goolagong Cawley ganara Wimbledon en 1980 y en la primera australiana en ganar un Grand Slam en cancha dura. Durante el torneo estableció otros récords como derrotar a Nadia Petrova 7-6(5), 6-7(5), 7-5 en el partido femenino más largo en este torneo desde que se implantó la muerte súbita, y jugar la muerte súbita más larga (32 puntos) en un partido femenino de Grand Slam en cuarta ronda, donde derrotó a Maria Kirilenko 6-2, 6-7(15), 6-3.

### 2017
Stosur comenzó la temporada en el Brisbane International con una derrota en la primera ronda ante la cuarta cabeza de serie Garbiñe Muguruza en un thriller de tres sets. Luego compitió en el Apia Sydney International, donde perdió ante Anastasia Pavlyuchenkova, en dos sets. Esta fue su octava derrota consecutiva en los cinco meses desde su victoria sobre Camila Giorgi en el US Open de 2016. Luego cayó ante Heather Watson en la primera ronda del Abierto de Australia 2017, en tres sets. Stosur puso fin a su racha de cinco meses de derrotas en el Abierto de Taiwán, donde fue la segunda cabeza de serie. Derrotó a Danka Kovinić en sets seguidos para preparar un choque con la clasificadora eslovena Dalila Jakupović y la derrotó en tres sets. Su carrera terminó a manos de Peng Shuai en los cuartos de final en dos sets. Stosur se retiró de la eliminatoria de la Fed Cup de Australia contra Ucrania por falta de forma. Luego compitió en el Abierto de Catar, donde alcanzó los cuartos de final. Derrotó a la letona Anastasija Sevastova y a la octava cabeza de serie Barbora Strýcová antes de caer ante Dominika Cibulková en dos sets por primera vez. En el Campeonato de Dubái, Stosur fue cabeza de serie 12. Derrotó a la clasificatoria Zhang Kailin en sets seguidos en la primera ronda antes de perder ante la adolescente croata Ana Konjuh en sets seguidos, en la segunda ronda.
Su siguiente torneo fue el Masters de Indian Wells, donde ocupó el puesto número 16. Perdió su partido de la primera ronda contra Julia Görges en un thriller de tres sets. Después de esa racha decepcionante, Stosur se recuperó en el Abierto de Miami, donde ocupó el puesto 14. Llegó a la cuarta ronda después de derrotar a su compatriota australiana Ashleigh Barty en la segunda ronda, vengando su derrota en los cuartos de final en el Abierto de Taiwán al derrotar a Peng Shuai en tres sets antes de que su carrera terminara a manos de Simona Halep en un thriller de tres sets. Su próximo torneo fue el Abierto de Charleston, donde recibió un adiós de primera ronda. Venció a la ex número 1 del mundo serbia, Jelena Janković, en sets seguidos antes de perder ante Irina-Camelia Begu en sets seguidos.
En Stuttgart, Stosur perdió en la primera ronda ante Anastasija Sevastova.  En Praga, jugó como la cuarta cabeza de serie, y después de derrotar a Evgeniya Rodina, perdió en la segunda ronda ante la clasificatoria Beatriz Haddad Maia. En Madrid, Stosur cayó en tercera ronda ante la cuarta cabeza de serie Simona Halep, tras derrotar a Sara Sorribes Tormo y Mariana Duque Mariño. Luego, en Masters de Roma 2017, Stosur perdió en la primera ronda ante Anastasia Pavlyuchenkova.
Stosur ganó su noveno título de la WTA en Estrasburgo, derrotando a su compatriota australiana Daria Gavrilova en la final. El partido muy disputado entre los dos australianos duró 2 horas y 45 minutos.
Luego comenzó su campaña en el Abierto de Francia para tratar de defender sus puntos de semifinalista del año pasado. Derrotó a Kristína Kučová en la primera ronda, en sets seguidos, para avanzar a la segunda ronda, donde venció a la ex número 13 del mundo, Kirsten Flipkens, en sets seguidos para avanzar a la tercera ronda. Luego derrotó a Bethanie Mattek-Sands en dos sets, pero perdió en la cuarta ronda ante la eventual campeona Jeļena Ostapenko. Esto resultó en que perdiera su clasificación número 1 de mujeres australianas ante Daria Gavrilova. Y, desafortunadamente, Stosur se perdió la temporada sobre césped debido a una fractura por estrés en la mano.

### 2018
En el Abierto de Australia 2018, Stosur perdió en la primera ronda ante Mónica Puig a pesar de tener un punto de partido en el segundo set. Tampoco pudo defender su título en el Internationaux de Strasbourg, perdiendo ante Dominika Cibulková en los cuartos de final del torneo.
En el Abierto de Francia, Stosur perdió en la tercera ronda ante Garbiñe Muguruza.
En Mallorca, Stosur llegó a semifinales donde perdió ante Sevastova.  En el Campeonato de Wimbledon 2018, perdió en la segunda ronda ante su compatriota australiana Daria Gavrilova. En el US Open, fue derrotada en la primera ronda por la segunda cabeza de serie Caroline Wozniacki.

### 2019
Stosur compitió con Zhang Shuai en el Abierto de Australia 2019. En la segunda ronda, derrotaron a las octavas cabezas de serie Hsieh Su-wei y Abigail Spears, y en los cuartos de final, vencieron a las cabezas de serie principales Barbora Krejčíková y Kateřina Siniaková. Avanzaron a la final, donde derrotaron a las segundas cabezas de serie y campeonas defensoras, Kristina Mladenovic y Tímea Babos, para ganar el campeonato. Este fue el primer título de Grand Slam de Stosur desde el título de dobles mixtos de Wimbledon de 2014 y el primero en dobles femeninos desde el Abierto de Francia de 2006, no tendría actividad durante todo el 2020, por la Pandemia por COVID-19, por el cual recién regresaría a inicios del 2021.

### 2021
Stosur comenzó su temporada 2021 en la primera edición del Yarra Valley Classic. Perdió en la primera ronda ante la decimosexta cabeza de serie Marie Bouzková. En el Abierto de Australia 2021, ganó su partido de primera ronda sobre su compatriota Destanee Aiava. Ella sufrió una segunda paliza a manos de Jessica Pegula. En dobles mixtos, ella y su compatriota, Matthew Ebden, llegaron a la final donde perdieron ante Barbora Krejčíková/Rajeev Ram.  Jugando en Adelaida, fue derrotada en la primera ronda por la clasificatoria y compatriota Maddison Inglis.
En agosto del 2021, Stosur ganó los dobles del Western & Southern Open 2021 con Zhang Shuai. Es el título de dobles número 27 de la carrera de Stosur y el primero desde el Abierto de Australia 2019. Luego ganó el título del Abierto de EE. UU. 2021 con Zhang Shuai venciendo a Coco Gauff / Caty McNally en la final.

### 2022
Al sentir en su cuerpo muchas molestias físicas, por el cual ha tenido que renunciar a varios tornes, Stosur anunció su próximo retiro de individuales después del Abierto de Australia 2022, en el que recibió un comodín.  Llegó a la segunda ronda del Abierto de Australia de 2022, en la que perdió ante la undécima preclasificada Anastasia Pavlyuchenkova. Esto fue anunciado como su retiro del tenis profesional en individuales. Luego participó en el Abierto de Indian Wells y el Abierto de Miami, en ambas ocasiones en pareja con Shuai Zhang. Perdieron en la primera ronda en ambos torneos. Stosur luego recibió un comodín para su último torneo individual, el Internationaux de Strasbourg de 2022, en el que perdió en la primera ronda ante Harmony Tan.
En el Campeonato de Wimbledon 2022 llegó a la final en dobles mixtos con Matthew Ebden, pero perdió ante los campeones defensores Desirae Krawczyk y Neal Skupski, con ese torneo despediría la temporada, ya mermada y sobre todo ya acosada por las lesiones.

### 2023 Últimos torneos y Retiro
Sin poder ya superar las lesiones, Stosur a través de su cuenta de Instagram, anunció que el Abierto de Australia 2023, será el último torneo de su carrera, perdiendo contra la pareja conformada por el croata Nikola Mektić y la neerlandesa Demi Schuurs en dobles mixtos por 6-4, 3-6, 6-10, finalizando de esta manera 24 años de carrera.

## Torneos de Grand Slam

### Individual

#### Títulos (1)
| Año  | Torneo            | Oponente en la final | Resultado |
| 2011 | Abierto de EE.UU. | Serena Williams      | 6-2, 6-3  |

#### Finales (1)
| Año  | Torneo        | Oponente en la final | Resultado   |
| 2010 | Roland Garros | Francesca Schiavone  | 4-6, 6-7(2) |

### Dobles

#### Títulos (4)
| Año  | Campeonato           | Pareja       | Oponentes en la final             | Resultado     |
| 2005 | Abierto de EE.UU.    | Lisa Raymond | Yelena Dementieva Flavia Pennetta | 6-2, 5-7, 6-3 |
| 2006 | Roland Garros        | Lisa Raymond | Daniela Hantuchova Ai Sugiyama    | 6-3, 6-2      |
| 2019 | Abierto de Australia | Shuai Zhang  | Tímea Babos Kristina Mladenovic   | 6-3, 6-4      |
| 2021 | Abierto de EE.UU.    | Shuai Zhang  | Cori Gauff Caty McNally           | 6-3, 3-6, 6-3 |

#### Finales (5)
| Año  | Campeonato           | Pareja         | Oponentes en la final            | Resultado        |
| 2006 | Abierto de Australia | Lisa Raymond   | Yan Zi Jie Zheng                 | 6-2, 6-7(7), 3-6 |
| 2008 | Wimbledon            | Lisa Raymond   | Venus Williams Serena Williams   | 2-6, 2-6         |
| 2008 | Abierto de EE.UU.    | Lisa Raymond   | Cara Black Liezel Huber          | 3-6, 6-7(6)-     |
| 2009 | Wimbledon            | Rennae Stubbs  | Venus Williams Serena Williams   | 6-7(4), 4-6      |
| 2011 | Wimbledon            | Sabine Lisicki | Květa Peschke Katarina Srebotnik | 3-6, 1-6         |

### Dobles mixto

#### Títulos (3)
| Año  | Campeonato           | Pareja         | Oponentes en la final         | Resultado        |
| 2005 | Abierto de Australia | Scott Draper   | Liezel Huber Kevin Ullyett    | 6-2, 2-6, 7-6(6) |
| 2008 | Wimbledon            | Bob Bryan      | Katarina Srebotnik Mike Bryan | 7-5, 6-4         |
| 2014 | Wimbledon            | Nenad Zimonjić | Hao-Ching Chan Max Mirnyi     | 6-4, 6-2         |

#### Finales (2)
| Año  | Campeonato           | Pareja        | Oponentes en la final         | Resultado |
| 2021 | Abierto de Australia | Matthew Ebden | Barbora Krejčíková Rajeev Ram | 1-6, 4-6  |
| 2022 | Wimbledon            | Matthew Ebden | Desirae Krawczyk Neal Skupski | 4-6, 3-6  |

## Títulos WTA (37; 9+28)

### Individual (9)
| Leyenda                                        |
| ---------------------------------------------- |
| Grand Slam (1)                                 |
| Juegos Olímpicos (0)                           |
| WTA Tour Championships (0)                     |
| WTA Tournament of Champions (0)                |
| Tier I, P. Mandatory & Premier 5, WTA 1000 (0) |
| Tier II, Premier, WTA 500 (2)                  |
| Tier III & IV, International, WTA 250 (6)      |

| N.º | Fecha                    | Torneo             | Superficie    | Oponente en la final | Resultado        |
| 1.  | 18 de octubre de 2009    | Osaka              | Dura          | Francesca Schiavone  | 7-5, 6-1         |
| 2.  | 18 de abril de 2010      | Charleston         | Tierra batida | Vera Zvonareva       | 6-0, 6-3         |
| 3.  | 11 de septiembre de 2011 | Abierto de EE. UU. | Dura          | Serena Williams      | 6-2, 6-3         |
| 4.  | 4 de agosto de 2013      | San Diego          | Dura          | Victoria Azarenka    | 6-2, 6-3         |
| 5.  | 13 de octubre de 2013    | Osaka              | Dura          | Eugénie Bouchard     | 3-6, 7-5, 6-2    |
| 6.  | 12 de octubre de 2014    | Osaka              | Dura          | Zarina Diyas         | 7-6(7), 6-3      |
| 7.  | 23 de mayo de 2015       | Estrasburgo        | Tierra batida | Kristina Mladenovic  | 3-6, 6-2, 6-3    |
| 8.  | 26 de julio de 2015      | Bad Gastein        | Tierra batida | Karin Knapp          | 3-6, 7-6(3), 6-2 |
| 9.  | 27 de mayo de 2017       | Estrasburgo        | Tierra batida | Daria Gavrilova      | 5-7, 6-4, 6-3    |

#### Finales (16)
| N.º | Fecha                    | Torneo                  | Superficie        | Oponente en la final | Resultado        |
| 1.  | 8 de enero de 2005       | Gold Coast              | Dura              | Patty Schnyder       | 6-1, 3-6, 5-7    |
| 2.  | 15 de enero de 2005      | Sídney                  | Dura              | Alicia Molik         | 7-6(5), 4-6, 5-7 |
| 3.  | 4 de mayo de 2006        | Praga                   | Tierra batida     | Shahar Peer          | 6-4, 2-6, 1-6    |
| 4.  | 28 de septiembre de 2008 | Seúl                    | Dura              | María Kirilenko      | 6-2, 1-6, 4-6    |
| 5.  | 9 de agosto de 2009      | Los Ángeles             | Dura              | Flavia Pennetta      | 4-6, 3-6         |
| 6.  | 2 de mayo de 2010        | Stuttgart               | Tierra batida (i) | Justine Henin        | 4-6, 6-2, 1-6    |
| 7.  | 5 de junio de 2010       | Roland Garros           | Tierra batida     | Francesca Schiavone  | 4-6, 6-7(2)      |
| 8.  | 15 de mayo de 2011       | Roma                    | Tierra batida     | María Sharápova      | 2-6, 4-6         |
| 9.  | 14 de agosto de 2011     | Toronto                 | Dura              | Serena Williams      | 4-6, 2-6         |
| 10. | 16 de octubre de 2011    | Osaka                   | Dura              | Marion Bartoli       | 3-6, 1-6         |
| 11. | 19 de febrero de 2012    | Doha                    | Dura              | Victoria Azarenka    | 1-6, 2-6         |
| 12. | 21 de octubre de 2012    | Moscú                   | Dura (i)          | Caroline Wozniacki   | 2-6, 6-4, 5-7    |
| 13. | 20 de octubre de 2013    | Moscú                   | Dura (i)          | Simona Halep         | 6-7(1), 2-6      |
| 14. | 3 de noviembre de 2013   | Tournament of Champions | Dura (i)          | Simona Halep         | 6-2, 2-6, 2-6    |
| 15. | 30 de abril de 2016      | Praga                   | Tierra batida     | Lucie Šafářová       | 6-3, 1-6, 4-6    |
| 16. | 21 de septiembre de 2019 | Guangzhou               | Dura              | Sofia Kenin          | 7-6(4), 4-6, 2-6 |

### Dobles (28)
| Leyenda                                         |
| ----------------------------------------------- |
| Grand Slam (4)                                  |
| Juegos Olímpicos (0)                            |
| WTA Tour Championships (2)                      |
| Tier I, P. Mandatory & Premier 5, WTA 1000 (10) |
| Tier II, Premier, WTA 500 (9)                   |
| Tier III & IV, International, WTA 250 (3)       |

| N.º | Fecha                    | Torneo               | Superficie        | Pareja              | Oponentes en la final                 | Resultado        |
| 1.  | 21 de enero de 2005      | Sídney               | Dura              | Bryanne Stewart     | Yelena Dementieva Ai Sugiyama         | w/o              |
| 2.  | 16 de abril de 2005      | Amelia Island        | Tierra batida     | Bryanne Stewart     | Květa Peschke Patty Schnyder          | 6-4, 6-2         |
| 3.  | 1 de septiembre de 2005  | New Haven            | Dura              | Lisa Raymond        | Gisela Dulko Maria Kirilenko          | 6-2, 6-7(4), 6-1 |
| 4.  | 23 de septiembre de 2005 | Abierto de EE.UU.    | Dura              | Lisa Raymond        | Yelena Dementieva Flavia Pennetta     | 6-2, 5-7, 6-3    |
| 5.  | 8 de octubre de 2005     | Luxemburgo           | Dura (i)          | Lisa Raymond        | Cara Black Rennae Stubbs              | 7-5, 6-1         |
| 6.  | 22 de octubre de 2005    | Moscú                | Dura (i)          | Lisa Raymond        | Cara Black Rennae Stubbs              | 6-4, 1-6, 6-4    |
| 7.  | 14 de noviembre de 2005  | Tour Championships   | Dura (i)          | Lisa Raymond        | Cara Black Rennae Stubbs              | 6-7(5), 7-5, 6-4 |
| 8.  | 11 de febrero de 2006    | Tokio (Pacífico)     | Dura (i)          | Lisa Raymond        | Cara Black Rennae Stubbs              | 6-2, 6-1         |
| 9.  | 3 de marzo de 2006       | Memphis              | Dura (i)          | Lisa Raymond        | Victoria Azarenka Caroline Wozniacki  | 7-6(2), 6-3      |
| 10. | 31 de marzo de 2006      | Indian Wells         | Dura              | Lisa Raymond        | Virginia Ruano Meghann Shaughnessy    | 6-2, 7-5         |
| 11. | 8 de abril de 2006       | Miami                | Dura              | Lisa Raymond        | Liezel Huber Martina Navratilova      | 6-4, 7-5         |
| 12. | 22 de abril de 2006      | Charleston           | Tierra batida     | Lisa Raymond        | Virginia Ruano Meghann Shaughnessy    | 3-6, 6-1, 6-1    |
| 13. | 23 de enero de 2006      | Roland Garros        | Tierra batida     | Lisa Raymond        | Daniela Hantuchová Ai Sugiyama        | 6-3, 6-2         |
| 14. | 14 de octubre de 2006    | Stuttgart            | Dura (i)          | Lisa Raymond        | Cara Black Rennae Stubbs              | 6-3, 6-4         |
| 15. | 4 de noviembre de 2006   | Linz                 | Dura              | Lisa Raymond        | Corina Morariu Katarina Srebotnik     | 6-3, 6-0         |
| 16. | 11 de noviembre de 2006  | Hasselt              | Dura (i)          | Lisa Raymond        | Eleni Daniilidou Jasmin Woehr         | 6-2, 6-3         |
| 17. | 13 de noviembre de 2006  | Tour Championships   | Dura (i)          | Lisa Raymond        | Cara Black Rennae Stubbs              | 3-6, 6-3, 6-3    |
| 18. | 6 de febrero de 2007     | Tokio (Pacífico)     | Dura (i)          | Lisa Raymond        | Vania King Rennae Stubbs              | 7-6(6), 3-6, 7-5 |
| 19. | 2 de abril de 2007       | Indian Wells         | Dura              | Lisa Raymond        | Yung-Jan Chan Chia-Jung Chuang        | 6-3, 7-5         |
| 20. | 9 de abril de 2007       | Miami                | Dura              | Lisa Raymond        | Cara Black Liezel Huber               | 6-4, 3-6, [10-2] |
| 21. | 19 de mayo de 2007       | Berlín               | Tierra batida     | Lisa Raymond        | Tathiana Garbin Roberta Vinci         | 6-3, 6-4         |
| 22. | 29 de junio de 2007      | Eastbourne           | Hierba            | Lisa Raymond        | Květa Peschke Rennae Stubbs           | 6-7(5), 6-4, 6-3 |
| 23. | 24 de abril de 2011      | Stuttgart            | Tierra batida (i) | Sabine Lisicki      | Kristina Barrois Jasmin Wöhr          | 6-1, 7-6(5)      |
| 24. | 20 de octubre de 2013    | Moscú                | Dura (i)          | Svetlana Kuznetsova | Alla Kudryavtseva Anastasia Rodionova | 6-1, 1-6, [10-8] |
| 25. | 14 de octubre de 2018    | Hong Kong            | Dura              | Shuai Zhang         | Shuko Aoyama Lidziya Marozava         | 6-4, 6-4         |
| 26. | 25 de enero de 2019      | Abierto de Australia | Dura              | Shuai Zhang         | Tímea Babos Kristina Mladenovic       | 6-3, 6-4         |
| 27. | 21 de agosto de 2021     | Cincinnati           | Dura              | Shuai Zhang         | Gabriela Dabrowski Luisa Stefani      | 7-5, 6-3         |
| 28. | 12 de septiembre de 2021 | Abierto de EE.UU.    | Dura              | Shuai Zhang         | Cori Gauff Caty McNally               | 6-3, 3-6, 6-3    |

#### Finales (15)
| N.º | Fecha                    | Torneo               | Superficie | Pareja         | Oponentes en la final                 | Resultado        |
| 1.  | 7 de noviembre de 2004   | Quebec               | Dura       | Els Callens    | Carly Gullickson María Emilia Salerni | 5-7, 5-7         |
| 2.  | 6 de noviembre de 2005   | Filadelfia           | Dura       | Lisa Raymond   | Cara Black Rennae Stubbs              | 4-6, 6-7(4)      |
| 3.  | 27 de enero de 2006      | Abierto de Australia | Dura       | Lisa Raymond   | Zi Yan Jie Zheng                      | 6-2, 6-7(7), 3-6 |
| 4.  | 26 de agosto de 2006     | New Haven            | Dura       | Lisa Raymond   | Zi Yan Jie Zheng                      | 4-6, 2-6         |
| 5.  | 5 de julio de 2008       | Wimbledon            | Hierba     | Lisa Raymond   | Serena Williams Venus Williams        | 2-6, 2-6         |
| 6.  | 7 de septiembre de 2008  | Abierto de EE.UU.    | Dura       | Lisa Raymond   | Cara Black Liezel Huber               | 3-6, 6-7(6)      |
| 7.  | 21 de septiembre de 2008 | Tokio (Pacífico)     | Dura       | Lisa Raymond   | Vania King Nadia Petrova              | 1-6, 4-6         |
| 8.  | 20 de junio de 2009      | Eastbourne           | Hierba     | Rennae Stubbs  | Akgul Amanmuradova Ai Sugiyama        | 4-6, 3-6         |
| 9.  | 4 de julio de 2009       | Wimbledon            | Hierba     | Rennae Stubbs  | Serena Williams Venus Williams        | 6-7(4), 4-6      |
| 10. | 23 de agosto de 2009     | Toronto              | Dura       | Rennae Stubbs  | Nuria Llagostera María José Martínez  | 6-2, 5-7, [9-11] |
| 11. | 20 de marzo de 2010      | Indian Wells         | Dura       | Nadia Petrova  | Kveta Peschke Katarina Srebotnik      | 6-4, 2-6, [5-10] |
| 12. | 4 de abril de 2010       | Miami                | Dura       | Nadia Petrova  | Gisela Dulko Flavia Pennetta          | 3-6, 6-4, [7-10] |
| 13. | 2 de julio de 2011       | Wimbledon            | Hierba     | Sabine Lisicki | Kveta Peschke Katarina Srebotnik      | 3-6, 1-6         |
| 14. | 13 de octubre de 2013    | Osaka                | Dura       | Shuai Zhang    | Kristina Mladenovic Flavia Pennetta   | 4-6, 3-6         |
| 15. | 31 de marzo de 2019      | Miami                | Dura       | Shuai Zhang    | Elise Mertens Aryna Sabalenka         | 6-7(5), 2-6      |

## Clasificación en torneos de Grand Slam

### Individuales
| Torneo               | 2002 | 2003 | 2004 | 2005 | 2006 | 2007 | 2008 | 2009 | 2010 | 2011 | 2012 | 2013 | 2014 | 2015 | 2016 | 2017 | 2018 | 2019 | Títulos | Ganados-Perdidos |
| -------------------- | ---- | ---- | ---- | ---- | ---- | ---- | ---- | ---- | ---- | ---- | ---- | ---- | ---- | ---- | ---- | ---- | ---- | ---- | ------- | ---------------- |
| Abierto de Australia | 1R   | 3R   | 2R   | 1R   | 4R   | 2R   | -    | 3R   | 4R   | 3R   | 1R   | 2R   | 3R   | 1R   | 1R   | 1R   | 1R   | 1R   | 0       | 18-17            |
| Roland Garros        | -    | -    | 1R   | 2R   | 1R   | 3R   | 2R   | SF   | F    | 3R   | SF   | 3R   | 4R   | 3R   | SF   | 4R   | 3R   |      | 0       | 39-15            |
| Wimbledon            | -    | 1R   | 1R   | 1R   | 2R   | 2R   | 2R   | 3R   | 1R   | 1R   | 2R   | 3R   | 1R   | 3R   | 2R   | -    | 2R   |      | 0       | 12-15            |
| Abierto de EE. UU.   | -    | -    | 2R   | 1R   | 1R   | 1R   | 1R   | 2R   | CF   | G    | CF   | 1R   | 2R   | 4R   | 2R   | -    | 1R   |      | 1       | 22-13            |

### Dobles
| Torneo               | 2002 | 2003 | 2004 | 2005 | 2006 | 2007 | 2008 | 2009 | 2010 | 2011 | 2012 | 2013 | 2014 | 2015 | 2016 | 2017 | 2018 | 2019 | Títulos | Ganados-Perdidos |
| -------------------- | ---- | ---- | ---- | ---- | ---- | ---- | ---- | ---- | ---- | ---- | ---- | ---- | ---- | ---- | ---- | ---- | ---- | ---- | ------- | ---------------- |
| Abierto de Australia | 1R   | 1R   | 2R   | 2R   | F    | SF   | -    | 2R   | 1R   | -    | -    | 2R   | 2R   | 3R   | 2R   | 2R   | -    | G    | 1       | 25-13            |
| Roland Garros        | -    | -    | 3R   | 3R   | G    | SF   | 3R   | 3R   | 3R   | -    | 1R   | 3R   | 1R   | 3R   | 1R   | 1R   | 2R   |      | 1       | 25-13            |
| Wimbledon            | -    | 2R   | 2R   | SF   | 3R   | SF   | F    | F    | 3R   | F    | 2R   | 1R   | 3R   | 2R   | -    | -    | 1R   |      | 0       | 33-13            |
| Abierto de EE. UU.   | -    | 2R   | 3R   | G    | SF   | 3R   | F    | SF   | -    | 1R   | -    | 2R   | -    | 1R   | 2R   | -    | SF   |      | 1       | 30-11            |

## Vida personal
El 13 de julio de 2020, anunció el nacimiento de su hija Genevieve, habida con su pareja, Liz Astling.